# Dwór w Radomierzu

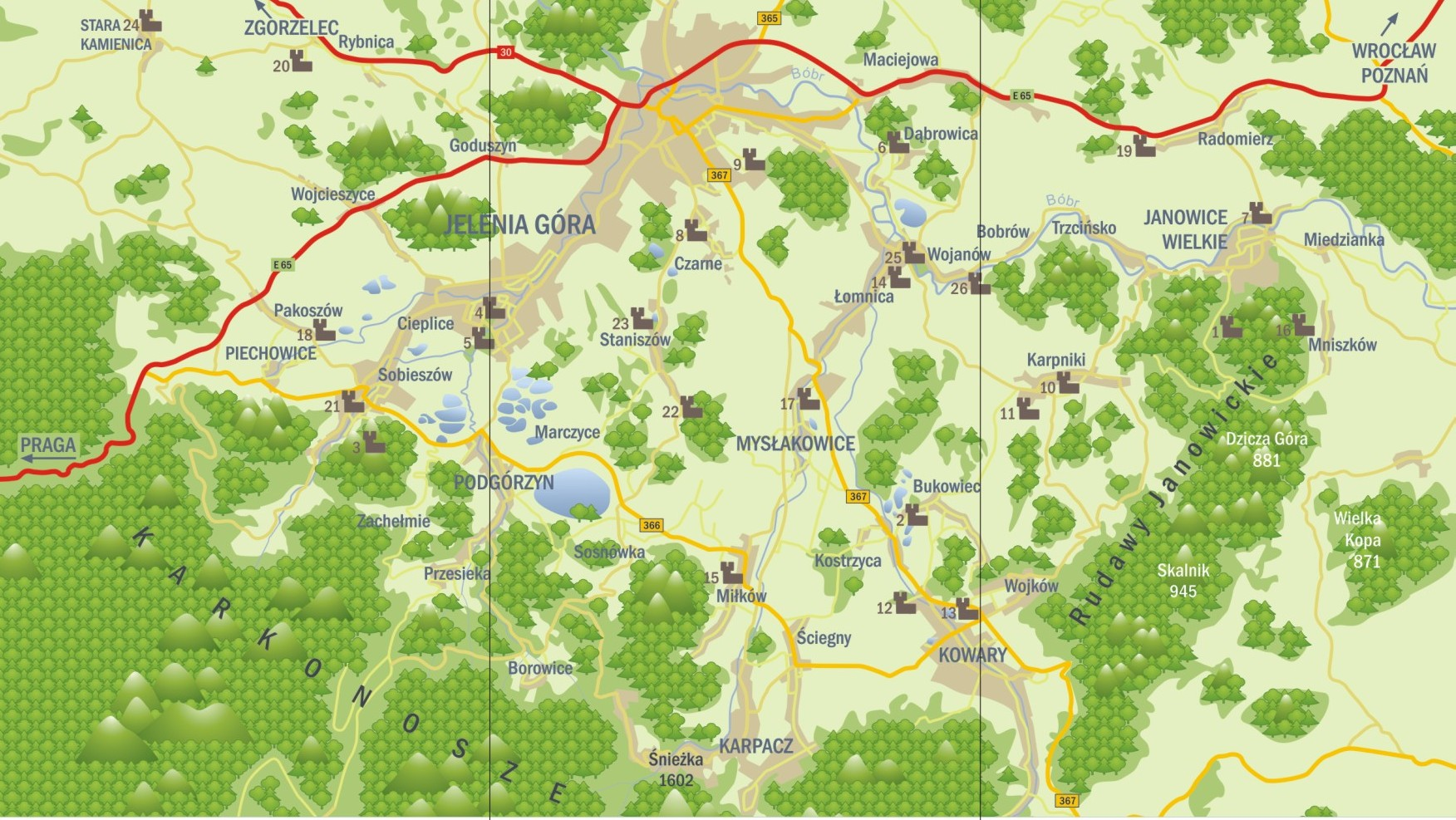
Dolina Pałaców i Ogrodów – mapa

Dwór w Radomierzu – zabytkowy dwór położony 3 km od Jeleniej Góry przy trasie Jelenia Góra – Wrocław na skraju wsi Radomierz, na dziedzińcu, pośrodku zabudowań podworskich.

## Historia
Dokument źródłowy z 1372 r. wspomina o właścicielu wsi rycerzu Clericusie Boltze. Rycerz otrzymał Radomierz wraz z dobrami lennymi należącymi do zamku Sokolec od Agnieszki Świdnickiej. W wiekach kolejnych dobra przechodziły parokrotnie w ręce wielu rodzin m.in. Reymbabe, Wiltberg, Schindel, Nimptsch. Początkiem XVI w. wsią zaczęli rządzić Schaffgotschowie, z przerwami do połowy XVII. Prawdopodobnie byli fundatorami dworu, który wzniesiono ok. połowy XVI. Około roku 1650 właścicielami posiadłości były rodziny Benchel i Vechtritz, którzy posiadali dwór do 1876 r. Po pożarze w roku 1776 obiekt przebudowano. Na początku XX w. majątek kupił Bruno Kaffler, który prawdopodobnie był zleceniodawcą ostatniej przebudowy dworu – obniżenie górnej kondygnacji, nowe nadokienniki.

## Opis obiektu
Pierwotnie dwór otoczony był fosą. Obiekt założony na planie prostokąta, z dwoma 1-kondygnacyjnymi cylindrycznymi alkierzami w narożu południowo-zachodnim. Dwór nakryty dachem 2-spadowym. Na osi fasady portal zwieńczony gierowanym naczółkiem. Otwory okienne ujęte w renesansowe fascjowe obramienia. Do dzisiejszych czasów zachowały się sklepienia krzyżowe na parterze.